# Popmart: Live From Mexico City
Popmart: Live From Mexico City es un vídeo de la banda de rock U2 grabado en la Ciudad de México el 3 de diciembre de 1997, durante el Popmart Tour. El concierto tuvo con lleno absoluto, y una gran respuesta que la banda no logró antes en EE. UU.[cita requerida]. Se confirmó que el vídeo se relanzaría en formato DVD.

## Lista de canciones
1. Pop Muzik Intro
2. Mofo
3. I Will Follow
4. Gone
5. Even Better Than The Real Thing
6. Last Night On Earth
7. Until The End Of The World
8. New Year's Day
9. Pride (In The Name Of Love)
10. I Still Haven't Found What I'm Looking For
11. All I Want Is You
12. Desire
13. Staring At The Sun
14. Sunday Bloody Sunday
15. Bullet The Blue Sky
16. Please
17. Where The Streets Have No Name
18. Lemon (Perfecto Mix)
19. Discothèque
20. If You Wear That Velvet Dress
21. With Or Without You
22. Hold Me, Thrill Me, Kiss Me, Kill Me
23. Mysterious Ways
24. One
25. Wake Up Dead Man